# HD44295
HD44295 — хімічно пекулярна зоря спектрального класу A2, що має видиму зоряну величину в смузі V приблизно  6,9.
Вона  розташована на відстані близько 535,6 світлових років від Сонця.